# 若月佑美
若月 佑美（わかつき ゆみ、1994年〈平成6年〉6月27日 - ）は、日本の女優、モデルであり、女性アイドルグループ乃木坂46の元メンバーである。静岡県富士市出身。ゼスト所属。夫は俳優の玉置玲央。

## 来歴
小学生時代、行事の実行委員を務め、クラスで1番か2番の成績だった。小学校を卒業後、カトリック系の静岡雙葉中学校へ進学し、美術大学を目指して、演劇部、美術部に入部しながら、絵画教室に通い、抽象絵画、油絵を描いた。ところが、高校2年生の時、進学した学校に優秀な学生が集まっていたことから埋もれてしまい、自分自身の気持ちに疑問を抱き始めた。そして進路に迷った結果、小学生時代に『天才てれびくん』という番組を観て、モデルを夢みていた昔の自分の気持ちを思い出し、夢を追うことを決意した。高校2年生の夏、インターネットで乃木坂46の1期生オーディションを見つけて応募した。
2011年（平成23年）8月21日、乃木坂46の1期生オーディションに合格、オーディションではSONOMIの「一人じゃないのよ」を歌った。その後、通っていた学校が芸能活動に厳しかったため、静岡県の高等学校から東京都の高等学校へ転校した。同年11月11日、乃木坂46公式ブログを開始した。同年12月12日、乃木坂46の活動を自粛した。
2012年（平成24年）1月5日、乃木坂46の活動を再開した。同年2月22日、乃木坂46の1stシングル「ぐるぐるカーテン」のカップリング曲「左胸の勇気」「乃木坂の詩」でCDデビューした。同年9月5日、『第97回二科展』のデザイン部A部門で芸能人として初入選した。同年10月15日、『Futureしずおか』（静岡新聞社）の公式サポーターに就任した。同年11月、『Rの法則』（NHK Eテレ）に出演を開始した。
2013年（平成25年）3月、高等学校を卒業した。同年4月7日、『BAD BOYS J』（日本テレビ）でテレビドラマに初のレギュラー出演を開始した。同年5月、『16人のプリンシパル deux』で主要十役を制覇した。2013年9月4日、『第98回二科展』のデザイン部A部門で再入選した。2013年9月10日、『静岡新聞広告賞2013』の公募部門審査員特別賞を受賞した。
2014年（平成26年）9月3日、『第99回二科展』のデザイン部A部門・C部門の2部門で入選した。同年9月21日、『乃木坂って、どこ?』の「乃木坂46 画王決定戦」で日村勇紀をデッサンしてベスト3に選ばれた。同年12月18日、『POKER FACE』で初の単独表紙を務めた。
2015年（平成27年）1月10日、乃木神社で成人式を迎えた。同年9月2日、『第100回記念二科展』のデザイン部A部門（自由テーマ・ポスター）で入選した。同年12月26日、アップル専門誌『Mac Fan』で「Wakatsuki Works World」の連載を開始した。
2016年（平成28年）、『第101回二科展』のデザイン部A部門で入選。
2017年（平成29年）8月、若月に乃木坂46の3期生梅澤美波、阪口珠美、山下美月を加えた4名で「若様軍団」を結成。同年9月、『第102回二科展』のデザイン部A部門で入選。同年10月11日発売の乃木坂46の19thシングル「いつかできるから今日できる」のType-Bにカップリング曲として「若様軍団」の「失恋お掃除人」が収録された。同年11月7日、初の写真集『パレット』を発売。
2018年（平成30年）9月、『第103回二科展』のデザイン部A部門で入選。同年10月1日、自身の公式ブログで11月30日をもって乃木坂46から卒業し、卒業後も芸能活動を継続することを発表。同年11月1日から4日まで開催の「大道芸ワールドカップin静岡2018」オリジナルTシャツのデザインを担当。同年11月30日、乃木坂46を卒業。同年12月4日、日本武道館で「卒業セレモニー」が開催された。同年12月27日、若月の地元の静岡朝日テレビで卒業特番が放送された。同年12月31日、乃木坂46公式サイト内の公式ブログが閉鎖された。
2019年（令和元年）9月、『第104回二科展』のデザイン部A部門で入選。
2020年（令和2年）4月1日、芸能事務所「ゼスト」と業務提携したことが発表された。同年4月から小学館『Oggi』美容専属モデルを務める。同年6月27日、オンラインサロン『未開発区域』を開設。同年12月、公式YouTubeチャンネル『未開発区域ch』を開設。
2021年（令和3年）7月28日発売のファッション誌『Oggi』にて、初の表紙モデルを担当している。同年9月8日、2冊目の写真集『アンド チョコレート』発売。同年12月10日、俳優の玉置玲央と結婚したことを発表。
2022年（令和4年）9月、3年ぶりの出品となった『第106回二科展』のデザイン部A部門で初の特選賞を受賞。また、これまでの功績が認められ、二科展デザイン部理事会で「会友推挙」が決まった。
2024年（令和6年）1月21日（20日深夜）から、ABCテレビ・テレビ朝日系列で放送されるドラマ『セレブ男子は手に負えません』において地上波連ドラ初主演。
2025年（令和7年）8月12日、「2025年FIM MotoGP世界選手権 日本グランプリ」の公式PR大使就任が発表された。

## 人物
愛称は、みゅうみゅう、わか、若さま（若様）、ワカツキ、わかつき、ゆみちゃん。キャッチフレーズは「こんにちわかつき」。8歳上の姉と兄がおり、祖父は美術の講師をしている。

### 嗜好
好きな食べ物はアイスクリーム。好きな色は黒。好きなブランドはjouetie。好きな本は新川直司の『四月は君の嘘』。好きな曲は平井堅の「グロテスク feat. 安室奈美恵」。おすすめの曲は橘いずみ「失格」、クリープハイプ「欠伸」、安藤裕子「隣人に光が指すとき」、Taylor Swift「Shake It Off」、平井堅「グロテスク feat. 安室奈美恵」。
目標とする人物は川島海荷、女優兼任アイドルを目指している。憧れの人物は高橋みなみ。テレビドラマ『今日から俺は!!』で共演した橋本環奈、『アンラッキーガール!』で共演した福原遥、高梨臨と仲が良い。
言葉遊びやダジャレが好きで、ブログの締め言葉に、「ばいばい」と「わかつき」を掛けた「ばかつき」という略語を使用する。2013年3月、宇宙飛行士・星出彰彦へインタビューした際、星出が国際宇宙ステーションにドッキングさせた実験棟「きぼう」に乃木坂46の5thシングル「君の名は希望」の歌詞を掛け「私にとって宇宙が未知の世界で想像もできないものだった」と述べた。

### 趣味
趣味はデザイン、アート、絵画、お菓子作り、少女漫画の研究。
デザインでは、乃木坂46オリジナルグッズのデザインを手がけた経験がある。MacBook Air、MacBook Pro、iPad、iPhoneなどを使用している。
少女漫画は、小学3年生の時に姉の影響で読み始め、上京後、一人で過ごす時間が増えたことから読みあさるようになった。
2025年2月に普通自動二輪免許を取得してオートバイでのツーリングを新たな趣味としており、カワサキ「ELIMINATOR PLAZA EDITION」を購入した。

### 特技
特技は美術。二科展に8年連続で入選している。将来の夢は物語性とメッセージ性のある写真集をつくることである。
映画のオーディションで、山下敦弘映画監督から演技の才能を絶賛された経験がある。
得意科目は美術、体育、国語。保有資格は語彙・読解力検定準2級。

### 乃木坂46
乃木坂46のan・an美脚選抜、若様軍団団長。
乃木坂46で脚が細くて綺麗だと思うのは秋元真夏、新内眞衣。好みの脚は井上小百合、樋口日奈。乃木坂46で見習いたいメンバーは中元日芽香、中元の周りの空気を柔らかくする力に憧れる。若月によれば、ボケよりツッコミに向いている自身の傾向から、周囲を面白くさせることのできるメンバーが羨ましい。桜井玲香と仲が良く、桜井・若月のコンビでファンからは「れかつき」と呼ばれている。
乃木坂46においてアイドルの役割は歌って踊るだけでなく、役者のように歌に込められた物語を演じることにあると考えている。乃木坂46ではイケメンの男役を演じたり、割り箸や一万円札を使った宴会芸をすることがある。「箸くん」という割り箸の宴会芸は、『乃木坂工事中』の企画「若月佑美の脱マジメ化計画」で真面目な自分を変えるためにユーモア教室を訪れた際、ユーモア・スピーチ・コンサルタントの若林一声から伝授された。なお、12月24日放送の同番組の企画「一期生 合同卒業式」にて「箸くん」は堀未央奈が継承することとなった。
乃木坂46では女優業に携わるメンバーに対し、台本の台詞合わせを手伝うことがある。白石麻衣によれば、若月は舞台経験が多く、頼れる存在である。
乃木坂46で好きなミュージック・ビデオは「命は美しい」、「君の名は希望」、「音が出ないギター」。

## 作品

### シングル
乃木坂46
- 左胸の勇気（2012年2月22日、SRCL-7900/6） - EAN 4988009051550。
- 乃木坂の詩（2012年2月22日、SRCL-7900/1） - EAN 4988009051550。
- 狼に口笛を（2012年5月2日、SRCL-7970/1） - EAN 4988009052267。
- ハウス!（2012年5月2日、SRCL-7972） - EAN 4988009052298。
- 走れ!Bicycle（2012年8月22日、SRCL-8058/64） - EAN 4988009052861。
- 人はなぜ走るのか?（2012年8月22日、SRCL-8060/1） - EAN 4988009052892。
- 音が出ないギター（2012年8月22日、SRCL-8062/3） - EAN 4988009052908。
- 制服のマネキン（2012年12月19日、SRCL-8201/8） - EAN 4988009056432。
- 指望遠鏡（2012年12月19日、SRCL-8201/8） - EAN 4988009056432。
- やさしさなら間に合ってる（2012年12月19日、SRCL-8201/2） - EAN 4988009056432。
- 指望遠鏡〜アニメ版〜（2012年12月19日、SRCL-8208） - EAN 4988009056487。
- 君の名は希望（2013年3月13日、SRCL-8253/9） - EAN 4988009080833。
- シャキイズム（2013年3月13日、SRCL-8253/9） - EAN 4988009080833。
- ロマンティックいか焼き（2013年3月13日、SRCL-8253/4） - EAN 4988009080833。
- サイコキネシスの可能性（2013年3月13日、SRCL-8259） - EAN 4988009080864。
- ガールズルール（2013年7月3日、SRCL-8315/21） - EAN 4988009084725。
- 世界で一番 孤独なLover（2013年7月3日、SRCL-8315/21） - EAN 4988009084725。
- コウモリよ（2013年7月3日、SRCL-8315/6） - EAN 4988009084725。
- 他の星から（2013年7月3日、SRCL-8319/20） - EAN 4988009084749。
- 人間という楽器（2013年7月3日、SRCL-8321） - EAN 4988009084756。
- バレッタ（2013年11月27日、SRCL-8423/30） - EAN 4988009087887。
- 月の大きさ（2013年11月27日、SRCL-8423/30） - EAN 4988009087887。
- そんなバカな・・・（2013年11月27日、SRCL-8425/6） - EAN 4988009087894。
- やさしさとは（2013年11月27日、SRCL-8429） - EAN 4988009087917。
- 月の大きさ〜アニメ版〜（2013年11月27日、SRCL-8430） - EAN 4988009087924。
- 気づいたら片想い（2014年4月2日、SRCL-8520/6） - EAN 4988009092270。
- ロマンスのスタート（2014年4月2日、SRCL-8520/6） - EAN 4988009092270。
- 吐息のメソッド（2014年4月2日、SRCL-8520/1） - EAN 4988009092270。
- ダンケシェーン（2014年4月2日、SRCL-8526） - EAN 4988009092317。
- 夏のFree&Easy（2014年7月9日、SRCL-8563/9） - EAN 4988009094212。
- 何もできずにそばにいる（2014年7月9日、SRCL-8563/9） - EAN 4988009094212。
- 無口なライオン（2014年7月9日、SRCL-8565/6） - EAN 4988009094229。
- 僕が行かなきゃ誰が行くんだ?（2014年7月9日、SRCL-8569） - EAN 4988009094243。
- 何度目の青空か?（2014年10月8日、SRCL-8621/7） - EAN 4988009097251。
- 遠回りの愛情（2014年10月8日、SRCL-8621/7） - EAN 4988009097251。
- 転がった鐘を鳴らせ!（2014年10月8日、SRCL-8621/2） - EAN 4988009097251。
- 命は美しい（2015年3月18日、SRCL-8780/6） - EAN 4988009104461。
- 太陽ノック（2015年7月22日、SRCL-8840/6） - EAN 4988009110714。
- 羽根の記憶（2015年7月22日、SRC7-6/7） - EAN 4988009110837。
- 今、話したい誰かがいる（2015年10月28日、SRCL-8910/6） - EAN 4988009116747。
- ポピパッパパー（2015年10月28日、SRCL-8910/1） - EAN 4988009116747。
- 悲しみの忘れ方（2015年10月28日、SRCL-8914/5） - EAN 4988009116761。
- 隙間（2015年10月28日、SRCL-8956） - EAN 4988009116778。
- ハルジオンが咲く頃（2016年3月23日、SRCL-9025/33） - EAN 4988009124896。
- 遥かなるブータン（2016年3月23日、SRCL-9025/33） - EAN 4988009124896。
- 裸足でSummer（2016年7月27日、SRCL-9138/44） - EAN 4988009131429。
- 僕だけの光（2016年7月27日、SRCL-9138/44） - EAN 4988009131429。
- サヨナラの意味（2016年11月9日、SRCL-9258/66） - EAN 4547366278880。
- 孤独な青空（2016年11月9日、SRCL-9258/66） - EAN 4547366278880。
- インフルエンサー（2017年3月22日、SRCL-9370/8） - EAN 4547366297522。
- 人生を考えたくなる（2017年3月22日、SRCL-9370/8） - EAN 4547366297522。
- 逃げ水（2017年8月9日、SRCL-9489/97） - EAN 4547366319156。
- 女は一人じゃ眠れない（2017年8月9日、SRCL-9489/97） - EAN 4547366319156。
- ひと夏の長さより…（2017年8月9日、SRCL-9489/90） - EAN 4547366319156。
- 泣いたっていいじゃないか?（2017年8月9日、SRCL-9497） - EAN 4547366319187。
- いつかできるから今日できる（2017年10月11日、SRCL-9572/80） - EAN 4547366330311。
- 不眠症（2017年10月11日、SRCL-9572/80） - EAN 4547366330311。
- 失恋お掃除人（2017年10月11日、SRCL-9574/5） - EAN 4547366330328。
- シンクロニシティ（2018年4月25日、SRCL-9782/90） - EAN 4547366354140。
- Against（2018年4月25日、SRCL-9782/90） - EAN 4547366354140。
- ジコチューで行こう!（2018年8月8日、SRCL-9913/21） - EAN 4547366369465。
- あんなに好きだったのに…（2018年8月8日、SRCL-9921） - EAN 4547366369496。
- 帰り道は遠回りしたくなる（2018年11月14日、SRCL-9974/82） - EAN 4547366382037。
- 告白の順番（2018年11月14日、SRCL-9978/9） - EAN 4547366382051。
- 世界中の隣人よ（2020年5月25日）[99]

まゆ坂46
- ツインテールはもうしない（2012年7月25日、SRCL-8030/1） - EAN 4988009052632。

### アルバム
乃木坂46
- 透明な色（2015年1月7日、SRCL-8662/7） - EAN 4988009099934。
- それぞれの椅子（2016年5月25日、SRCL-9078/86） - EAN 4988009128580。
- 生まれてから初めて見た夢（2017年5月24日、SRCL-9437/44） - EAN 4547366307825。
- 僕だけの君〜Under Super Best〜（2018年1月10日、SRCL-9630/7） - EAN 4547366336214。
- 今が思い出になるまで（2019年4月17日、SRCL-11140/7） - EAN 4547366401325。

### 映像作品
- 若月佑美×金森孝宏（2012年2月22日） - EAN 4988009051567。
- 若月佑美×岡川太郎（2012年5月2日） - EAN 4988009052267。
- 若月佑美×青山裕企（2012年8月22日） - EAN 4988009052861。
- 若月佑美（2012年12月19日） - EAN 4988009056432。
- 指原莉乃プロデュース『第一回ゆび祭り〜アイドル臨時総会〜』（2012年12月26日） - EAN 4988064916603。
- 若月佑美×内村宏幸（2013年3月13日） - EAN 4988009056432。
- 16人のプリンシパル@PARCO劇場ダイジェスト（2013年7月3日） - EAN 4988009084725。
- 初夏の全力! 乃木坂46大運動会（2013年7月3日） - EAN 4988009084732。
- Making of 6th Single（2013年7月3日） - EAN 4988009084749。
- BAD BOYS J（2013年9月11日） - EAN 4988021719872。
- 若月佑美×ZUMI（2013年11月27日） - EAN 4988009087887。
- 乃木坂46 1ST YEAR BIRTHDAY LIVE 2013.2.22 MAKUHARI MESSE（2014年2月5日） - EAN 4988009090900。
- NOGIBINGO!（2014年3月7日） - EAN 4988021109758。
- Creator's Etude 上田誠編（2014年4月2日） - EAN 4988009092270。
- 劇場版 BAD BOYS J -最後に守るもの-（2014年5月28日） - EAN 4988021713108。
- 若月佑美×中村太洸（2014年7月9日） - EAN 4988009094236。
- 失恋ショコラティエ（2014年9月10日） - EAN 4988632147521。
- NOGIBINGO!2（2014年9月12日） - EAN 4988021299015。
- 若月佑美（2014年10月8日） - EAN 4988009097268。
- 西野七瀬&若月佑美（2015年3月18日） - EAN 4988009104461。
- NOGIBINGO!3（2015年4月24日） - EAN 4988021729635。
- ヴァンパイア騎士（2015年5月29日） - EAN 4571376656529。
- 乃木坂46 2ND YEAR BIRTHDAY LIVE 2014.2.22 YOKOHAMA ARENA（2015年6月17日） - EAN 4988009110134。
- 深川麻衣&若月佑美（2015年7月22日） - EAN 4988009110790。
- 若月佑美の『推しどこ?』（2015年9月30日） - EAN 4988009115368。
- NOGIBINGO!4（2015年10月16日） - EAN 4988021729734。
- 若月佑美（2015年10月28日） - EAN 4988009116747。
- 悲しみの忘れ方 Documentary of 乃木坂46（2015年11月18日） - EAN 4988104099327。
- 花燃ゆ 完全版 第弐集（2015年12月16日） - EAN 4988013413283。
- 初森ベマーズ（2016年1月20日） - EAN 4988104099433。
- NOGIBINGO!5（2016年2月19日） - EAN 4988021729871。
- 若月佑美（2016年3月23日） - EAN 4988009125503。
- 乃木坂46 3rd YEAR BIRTHDAY LIVE 2015.2.22 SEIBU DOME（2016年7月6日） - EAN 4988009129518。
- NOGIBINGO!6（2016年9月30日） - EAN 4988021714662。
- 嫌われ松子の一生（2017年2月28日） - EAN 4589630083424。
- 乃木坂46 4th YEAR BIRTHDAY LIVE 2016.8.28-30 JINGU STADIUM（2017年6月28日） - EAN 4547366310627。
- 犬夜叉（2017年7月26日） - EAN 4562390694437。
- NOGIBINGO!7（2017年8月4日） - EAN 4988021715294。
- 乃木坂46 5th YEAR BIRTHDAY LIVE 2017.2.20-22 SAITAMA SUPER ARENA（2018年3月28日） - EAN 4547366344523。
- 乃木坂46 真夏の全国ツアー2017 FINAL! IN TOKYO DOME（2018年7月11日） - EAN 4547366363999。
- 舞台『あさひなぐ』（2018年9月19日） - EAN 4988104117779。
- NOGIBINGO!9（2018年10月19日） - EAN 4988021147392。
- 鉄コン筋クリート（2019年4月9日） - EAN 4589630114630。
- 今日から俺は!!（2019年4月24日） - EAN 4988021148085。
- 乃木坂46 6th YEAR BIRTHDAY LIVE 2018.07.06-08 JINGU STADIUM&CHICHIBUNOMIYA RUGBY STADIUM（2019年7月3日） - EAN 4547366411270。
- 頭に来てもアホとは戦うな!（2019年10月9日） - EAN 4580117628305。
- NOGIBINGO!10（2019年10月25日） - EAN 4988021148757。
- いつのまにか、ここにいる Documentary of 乃木坂46（2019年12月25日） - EAN 4988104123695。
- 抱かれたい12人の女たち（2020年4月2日） - EAN 4907953276895。
- シャーロック アントールドストーリーズ（2020年5月8日） - EAN 4988632152532。
- シグナル100（2020年6月10日） - EAN 4988101209170。
- ヲタクに恋は難しい（2020年8月19日） - EAN 4988632504959。
- ドラマW 父と息子の地下アイドル（2020年10月23日） - EAN 4562474216081。
- 親バカ青春白書（2020年12月23日） - EAN 4988021140607。
- 私の家政夫ナギサさん（2021年1月13日） - EAN 4562474218221。
- 今日から俺は!!スペシャルドラマDVD（未公開シーン復活版）（2021年1月20日） - EAN 4988021141222。
- 今日から俺は!!劇場版（2021年1月20日） - EAN 4988021141215。
- 共演NG（2021年4月21日） - EAN 4988013849273。
- やっぱりおしい刑事 DVD BOX（2021年9月24日） - EAN 4988066236693。
- カンパニー 〜逆転のスワン〜 DVDBOX（2021年12月10日） - EAN 4988066237508。
- 孤独のグルメ Season9（2021年12月15日） - EAN 4988013748880, EAN 4988013748989。
- アンラッキーガール!（2022年5月25日） - EAN 4988021157650。
- 劇場版ラジエーションハウス（2022年8月31日） - EAN 4988104131454, EAN 4988104131461。
- 「霊媒探偵・城塚翡翠」 「invert 城塚翡翠 倒叙集」（2023年5月31日） - EAN 4988021720366, EAN 4988021141871。
- 星降る夜に（2023年7月12日） - EAN 4571519919108, EAN 4571519919115。
- 何曜日に生まれたの Blu-ray BOX（2024年2月9日） - EAN 4571519923143。
- 王様に捧ぐ薬指（2024年2月28日） - EAN 4571519920760, EAN 4571519920777。
- 連続テレビ小説 おむすび 完全版 1（2025年3月21日） - EAN 4988066247910, EAN 4988066247941。

## 出演

### テレビドラマ
- BAD BOYS J（2013年4月7日 - 6月23日、日本テレビ）新田美緒 役[100]
- 失恋ショコラティエ 第6話（2014年2月17日、フジテレビ）ユカリン 役[101]
- 初森ベマーズ（2015年7月11日 - 9月26日、テレビ東京）イマドキ 役[102]
- Friend-Ship Project　初恋▽トライアングル～あのコは何でニッポンに？～（2016年2月11日、テレビ東京）新人AD・森田クルミ 役[103]
- 今日から俺は!!（2018年10月14日 - 12月16日、日本テレビ）川崎明美 役[104]
  - 金曜ロードSHOW!「映画公開記念!!今日から俺は!!スペシャル」（2020年7月17日、日本テレビ）川崎明美 役[105]
- 頭に来てもアホとは戦うな!（2019年4月22日 - 6月25日、日本テレビ）野村由里 役[106]
- 抱かれたい12人の女たち 第2話（2019年10月13日、テレビ大阪）[107]
- シャーロック 第5話（2019年11月4日、フジテレビ）真澄 役[108]
- 父と息子の地下アイドル（2020年2月23日、WOWOW）椎奈 役[109]
- 私の家政夫ナギサさん（2020年7月7日[110][注 11] - 9月1日、TBS）天馬あかり 役[112]
  - 私の家政夫ナギサさん 新婚おじキュン! 特別編（2020年9月8日、TBS）天馬あかり 役[113]
- 親バカ青春白書 第6話（2020年9月6日、日本テレビ）呉服屋の店員 役[114]
- 共演NG（2020年10月26日 - 12月14日[注 12]、テレビ東京）篠塚美里 役[115][116]
- カンパニー 〜逆転のスワン〜 第1話（2021年1月10日、NHK BSプレミアム）鈴木舞 役[117]
- やっぱりおしい刑事 第3話（2021年3月21日、NHK BSプレミアム）遠藤美咲 役[118]
- 新・ミナミの帝王（関西テレビ）薄井翠 役
  - 新・ミナミの帝王〜銀次郎の愛した味を守れ!〜（2021年3月23日）[119]
  - 新・ミナミの帝王〜スキャンダルを暴け!銀次郎に託された遺言〜 （2022年3月22日）[120]
  - 新・ミナミの帝王 銀次郎の新たな敵は神様!?（2023年3月25日）[121]
- 結婚できないにはワケがある。（2021年4月18日 - 6月20日、朝日放送テレビ）後藤まりこ 役[122]
- 孤独のグルメ Season9 第10話（2021年9月11日、テレビ東京）小坂里美 役[123]
- アンラッキーガール!（2021年10月7日 - 12月9日、読売テレビ）朝倉香 役[124]
- らせんの迷宮〜DNA科学捜査〜 第5話（2021年11月12日、テレビ東京）澤井百合子 役[125]
- ユーチューバーに娘はやらん!（2022年1月17日 - 3月28日、テレビ東京）平風花 役[126]
- 競争の番人 最終回（2022年9月19日、フジテレビ）北川亜沙子 役[127]
- 霊媒探偵・城塚翡翠 第1話・第4話（2022年10月16日・11月6日、日本テレビ）岩戸由里子 役[128]
- invert 城塚翡翠 倒叙集 第2話・第4話 - 最終話（2022年12月4日[注 13]・18日 - 25日、日本テレビ）涼見梓 / 岩戸由里子 役[129][128]
- 家電侍スペシャル ストップ!忠臣蔵（2023年1月4日、BS松竹東急）お鈴 役[130]
- ワタシってサバサバしてるから（2023年1月9日 - 2月9日、NHK総合）安藤晴香 役[131]
  - ワタシってサバサバしてるから 2（2025年5月5日 - 、NHK総合）[132]
- 星降る夜に 第4話・第5話・第7話・最終話（2023年2月7日 - 14日・28日・3月14日、テレビ朝日）佐藤うた 役[133]
- 王様に捧ぐ薬指（2023年4月18日 - 6月20日、TBS）二階堂美咲 役[134]
- 何曜日に生まれたの（2023年8月6日 - 10月8日、朝日放送テレビ）江田瑞貴 役[135]
- セレブ男子は手に負えません（2024年1月21日 - 3月24日、朝日放送テレビ）主演・百瀬ひかる 役[136]
- リビングの松永さん 第6話 - 最終話（2024年2月13日 - 3月26日、関西テレビ）小林夏未 役[137]
- ノンレムの窓 2024・春 第2話「PTA」（2024年3月31日、日本テレビ）三井由奈 役[138]
- ブルーモーメント 第8話（2024年6月12日、フジテレビ）三条奈央 役[139]
- オクトー 〜感情捜査官 心野朱梨〜 Season2 第1話（2024年10月3日、読売テレビ）時田里菜 役[140]
- 連続テレビ小説 おむすび 第6回・第8回・第26回・第34回（2024年10月7日 - 9日・11月4日・14日、NHK）五十嵐郁美 役[141]

### テレビアニメ
- フリージ（2019年4月3日 - 9月27日、TOKYO MX）アブート 役[142]

### その他のテレビ番組
- Rの法則（2012年11月5日 - 2016年3月28日、NHK Eテレ）第3期・R'sナンバー：000053[18]
- 弁当少女（2013年10月5日 - 2014年3月29日、毎日放送）MC[143]
- みゅ〜じキュン（2014年4月5日 - 9月27日、毎日放送）MC[144]
- 日本創造紀行 和ーティスト（2018年4月21日 - 5月5日、BSイレブン）MC・田中直樹（ココリコ）のパートナー[145]
- THE名門校 日本全国すごい学校名鑑（2020年4月19日 - 2021年3月21日、BSテレ東）ナレーション[146]

### テレビCM
- はるやま商事 静岡祭（2017年10月12日 - ）[147][148]
- 吉野家
  - 新麦とろ牛皿御膳（2018年6月22日 - ）佐藤二朗、太賀、戸塚純貴と共演[149]
  - 牛すき鍋膳（2018年11月1日 - ）佐藤二朗、太賀、池谷のぶえと共演[150]
- SHOWROOM smash.「smash.窓キス」編（2021年2月18日 - ）竜星涼と共演[151]
- 物語コーポレーション 焼肉きんぐ（2021年8月20日 - ）[152]

### 映画
- 劇場版BAD BOYS J -最後に守るもの-（2013年11月9日、ショウゲート）新田美緒 役[153]
- シグナル100（2020年1月24日、東映）小泉はるか 役[154]
- ヲタクに恋は難しい（2020年2月7日、東宝）未来 役[155]
- 今日から俺は!!劇場版（2020年7月17日、東宝）川崎明美 役[156]
- 桜のような僕の恋人（2022年3月24日、Netflix）市川真琴 役[157]
- 劇場版ラジエーションハウス（2022年4月29日、東宝）高橋夏希 役[158]
- ブラックナイトパレード（2022年12月23日、東宝）赤井稲穂 役[159]

### 舞台
- 「2LDK」-2013-（2013年10月11日、俳優座劇場）主演・松本希美 役[160]
- 生きてるものはいないのか（2014年10月16日 - 26日、青山円形劇場）ナナ 役[161]
- ヴァンパイア騎士（2015年1月21日 - 25日、博品館劇場）主演・黒主優姫 役[162]
- すべての犬は天国へ行く（2015年10月1日 - 12日、AiiA 2.5 Theater Tokyo）マリネ 役[163]
- じょしらく弐 〜時かけそば〜（2016年5月17日 - 18日・20日 - 22日、AiiA 2.5 Theater Tokyo）防波亭手寅 役[164][165]
- 嫌われ松子の一生（2016年9月29日 - 10月10日、品川プリンスホテル クラブeX）主演・川尻松子 役[166]
- 犬夜叉（2017年4月6日 - 15日、天王洲 銀河劇場）日暮かごめ 役[167]
- あさひなぐ（2017年5月20日 - 30日、東京：EX THEATER ROPPONGI / 6月2日 - 5日、大阪：森ノ宮ピロティホール / 6月9日 - 11日、名古屋：愛知県芸術劇場）宮路真春 役[168]
- スマートモテリーマン講座（2017年11月2日 - 12月30日、東京・西条〈愛媛〉・広島・盛岡・弘前〈青森〉・札幌・仙台・大阪・名古屋・静岡）OLちゃん 役[169][170]
- 鉄コン筋クリート（2018年11月18日 - 25日、天王洲 銀河劇場）主演・クロ 役[171][172]
- 恋のヴェネチア狂騒曲（2019年7月5日 - 28日、新国立劇場 中劇場）[173]
- GOZEN-狂乱の剣-（2019年9月12日 - 23日、東京：サンシャイン劇場 / 9月27日 - 29日、大阪：梅田芸術劇場 シアター・ドラマシティ）小松原奈奈 役[174][175]
- おっかちゃん劇場（2020年12月23日 - 30日、本多劇場）ハナ 役[176]
- 薔薇王の葬列（2022年6月10日 - 19日、日本青年館ホール）主演・リチャード 役（有馬爽人とのダブルキャスト）[177]
- 有頂天家族（2024年11月3日 - 11日、東京：新橋演舞場 / 11月16日 - 23日、京都：南座 / 11月30日 - 12月1日、愛知：御園座）弁天 役[178]
- 図書委員界（2025年10月10日 - 13日〈予定〉、CBGKシブゲキ!!）今村海 役[179]

### 配信ドラマ
- 銀魂2-世にも奇妙な銀魂ちゃん- エピソード (1) 「眠れないアル篇」（2018年8月18日 、dTV）[180]
- その火は、必ず来る。（2020年1月14日 - 3月24日、ENEOS）連続WEBドラマ[181]
- 私の部下のハルトくん（2020年7月7日 - 9月1日、Paravi）天馬あかり 役[182]。
- 妄想switch（2020年9月29日 - 10月2日、auスマートパスプレミアム）主演・空見トモ 役[183]
- 殺したいほど疲れてる!〜「共演NG」のホントにNGな舞台裏〜 第3話（2020年11月9日、Paravi）篠塚美里 役[184]
- 開運!アンラッキーガール!（2021年11月18日 - 12月9日、Hulu）朝倉香 役[185]
- 女王様に捧ぐ薬指（2023年5月2日 - 6月20日、Paravi）二階堂美咲 役[186]
- 10年前の放課後〜私のこと、どう思ってる?〜編（2023年8月27日、TVer・ABEMA）江田瑞貴 役[187]
- 赤ずきん、旅の途中で死体と出会う。（2023年9月14日、Netflix）マルゴー 役[188]
- 笑ゥせぇるすまん #4「決断ステッキ」（2025年7月18日、Amazon Prime Video）[189][190]

### ラジオ
- エバンジェリストスクール!（2016年4月2日 - 2019年3月31日、TOKYO FM）[191]
- 佐川急便presents ココロの宅配便（2016年8月5日 - 2018年3月30日、TOKYO FM）パーソナリティ[192]
- アッパレやってまーす!月曜日（2020年4月27日 - 2021年10月4日、MBSラジオ）[193]
- MBSヤングタウン月曜日（2021年10月4日 - 2023年9月25日、MBSラジオ）[注 14]
- 若月佑美とNovelbright ねぎのオフタイム・レコーズ（2025年4月6日 - 、ニッポン放送）[195][196]

### ファッションショー
- 東京ガールズコレクション 2017 SPRING/SUMMER（2017年3月25日、国立代々木競技場第一体育館）[197]
- Rakuten GirlsAward 2023 AUTUMN/WINTER（2023年9月30日、幕張メッセ）[198]

### モデル
- Ground Y（グラウンド ワイ）2022年秋冬シーズンイメージモデル[199]

### イベント
- 見て食べる体験型デジタルアート『食神さまの不思議なレストラン』展（2017年1月28日 - 5月21日、日本橋茅場町特設会場）ナビゲーター・UKA 役[200]
- 静岡県文化プログラム広報メッセンジャー（2020年）[201]

## 書籍

### 写真集
- パレット（2017年11月7日、集英社、撮影：桑島智輝）[35]
- アンド チョコレート（2021年9月8日、小学館、撮影：嶌村吉祥丸）[53][202]

### エッセイ
- 履きなれない靴を履き潰すまで（2023年6月27日、扶桑社）[72]

### 雑誌連載
- Futureしずおか（2012年10月15日 - 、静岡新聞社）公式サポーター[17]
- Mac Fan（2015年12月26日 - 、日経BP出版センター）Wakatsuki Works World[79]
- 日刊スポーツ静岡版（2016年1月22日 - 、日刊スポーツ新聞社）のぼれ!! ふかがわかつき[203]
- 日刊スポーツ静岡版（2016年10月1日 - 、日刊スポーツ新聞社）ニッカン若様[204]
- Oggi（2020年4月27日 - 、小学館）美容専属モデル[49]